# مالكوم فوكس
مالكوم فوكس (بالإنجليزية: Malcolm Fox)‏ هو مهندس أمريكي، ولد في 13 مارس 1906، وتوفي في 21 أغسطس 1968.